# 張詠妍
張詠妍（英語：Wing Cheung Wing Yin，1978年9月11日—），前香港商業電台叱吒903節目主持。

## 簡歷
她是素食主義者。讀書時曾任兼職模特兒。時裝設計系畢業後，曾任職時裝記者、櫥窗設計及演員等工作。2005年參加「903發開口夢」DJ選拔賽，後加入了商業電台。
2009年7月31日離開商台。其後繼續參與舞台劇等演出。2013年她和朋友創辦 ohmykids.org，以創意推行相信及尊重孩子的理念。

## 家庭
2006年8月6日與商台903任唱片騎師的同事細So（蘇耀宗）結婚。
2009年年初，因性格不合，兩人低調協議離婚。翌年3月嫁給商台創作總監龐健章（即填詞人林若寧），兩人育有一對女兒。

## 曾參與之分享會
- 【TEDxKowloon】 重構想像（2016年）

## 曾主持之電台節目
- 903 發開口夢
- 五天精華遊
- 903 傍住你放榜
- 妹妹的情書
- 沒寄出的那一封
- 日出而息
- 妹妹妹妹
- 叱咤叱叱咤

## 曾參與廣播劇
- 地板對我說 第一、二季　飾　Jill
- 妹妹妹妹爆炸糖劇場　飾　Cinderella
- 黃金少年
  - Season 2　飾　陸欣
  - Season 3，4　飾　另一個陸欣
- 戀愛樂園　飾　Phyllis
- 來不及聽妳說愛我
- 妹妹妹妹實況劇場　飾　阿Wing
- 森美幻想劇　飾　阿Wing
- 最好的時光 系列　飾　余傲芝

## 曾參與之電視劇集
- 浮生錄影 - 染上了疫症的城市 (香港電台 2002)  （页面存档备份，存于）
- 赤沙印記@四葉草.2　飾　梅香華
- 奇幻潮之收買佬　飾　譚惠玲（Tammy）（羅敏莊妹妹）

## 曾參與之電視節目
- 少年不識愁滋味 - 成人禮
- 醫學神探 - 傷口勿浸水
- 積金創未來 - 魔法糕餅師的蛋糕

## 參與舞台劇
- 拾香紀　飾　連拾香
- 森美小儀歌劇團lokamochi mamiba　飾　管家
- 賣火柴的女孩　飾　賣火柴的女孩
- 小飛俠彼德潘　飾　Wendy
- 森美金牌司儀 The Show Must Go Wrong　飾　候選香港小姐
- 愈痛愈美麗（2008年10月）　飾　夢特嬌·全
- 愛麗絲夢醒時份　飾　愛麗絲
- 二十出頭　飾　李綺玲
- 最好的時光  飾   余傲芝

## 參與電影
- 魔術男(2007)　飾　Amy
- 反斗狂奔（2006）
- AV(2005)由彭浩翔執導。
- 半醉人間（2005）
- 甜美生活（2002）
- 買兇拍人（2001）　飾　雙鎗雄女友
- 風的日夜（2000）突破電影　飾　Jola
- 無人駕駛 （页面存档备份，存于）（2000）飾 詩

## 參與音樂錄影帶
- 陳曉東 - 黑色領帶
- Bliss - 失落奧斯卡
- 周國賢 - 逃避
- 古巨基 - 花灑

## 書籍作品
- 黃承恩 (EKEE)、張詠妍(WWWINGGG) （妹妹妹妹）. . 知出版. 2008年7月. ISBN 9789628983285 （中文（香港））.[永久]
- 黃承恩 (EKEE)、張詠妍(WWWINGGG) （妹妹妹妹）. . 萬里機構. 2009年3月1日  [2009年3月7日]. ISBN 9789621440044. （原始内容存档于2009年8月30日） （中文（香港））.
- 黃承恩 (EKEE)、張詠妍(WWWINGGG) （妹妹妹妹）. . 萬里機構. 2009年5月15日: 158  [2009年7月6日]. ISBN 9789621440471. （原始内容存档于2009年9月23日） （中文（香港））.
- 黃承恩 (EKEE)、張詠妍(WWWINGGG) （妹妹妹妹）. . 萬里機構. 2009年7月22日: 156  [2009年8月24日]. ISBN 9789621440488. （原始内容存档于2016年3月4日） （中文（香港））.
- 黃承恩 (EKEE)、張詠妍(WWWINGGG) （妹妹妹妹）. . 萬里機構. 2009年7月22日  [2009年8月24日]. ISBN 9789621440464. （原始内容存档于2016年3月5日） （中文（香港））.

## 外部連結
- 張詠妍的Facebook專頁
- 創辦的 kids and family agency （页面存档备份，存于）